# Peperomia analectae
Peperomia analectae är en pepparväxtart som beskrevs av William Trelease. Peperomia analectae ingår i släktet peperomior, och familjen pepparväxter. Inga underarter finns listade i Catalogue of Life.